# Megahippus
Megahippus — викопний рід коневих, що належить до підродини Anchitheriinae. Як і інші представники цієї підродини, мегагіппус більш примітивний, ніж живі коні. Викопні рештки мегагіппа були знайдені по всій території США, від Монтани до Флориди.